# IC 3082
IC 3082 ist eine Galaxie vom Hubble-Typ S im Sternbild Coma Berenices am Nordsternhimmel. Sie ist schätzungsweise 319 Millionen Lichtjahre von der Milchstraße entfernt.
Das Objekt wurde am 20. Mai 1903 von Stéphane Javelle entdeckt.